# تپه آق‌بلاغ
تپه آق بلاغ مربوط به سدهٔ ۶ و ۷ ه.ق است و در شهرستان زنجان، روستای قلتوق واقع شده و این اثر در تاریخ ۱۱ مهر ۱۳۵۶ با شمارهٔ ثبت ۱۴۴۷ به‌عنوان یکی از آثار ملی ایران به ثبت رسیده است.